# Α-Methylvalin
α-Methylvalin ist eine nichtproteinogene Aminosäure. Sie ist eine von mehreren chiralen α,α-Dialkylaminosäuren, die auf den Meteoriten Murray und Murchison gefunden wurden und einen leichten Enantiomerenüberschuss aufweisen, welcher in Richtung der Homochiralität der α-Aminosäuren irdischer Lebewesen weist. Von der essentiellen Aminosäure Valin unterscheidet sie sich durch eine α-ständige Methylgruppe. Industriell produziertes α-Methylvalin dient vor allem der Herstellung von Pflanzenschutzmitteln.

## Vorkommen
Die Verbindung wurde auf den kohligen Chondriten Murray und Murchison gefunden. Der festgestellte Enantiomerenüberschuss für das (S)-Enantiomer beträgt 2,2 % (Murray) bzw. 3,2 % (Murchison). Ebenda nachgewiesene chirale Alkansäuren wie 2,3-Dimethylbuttersäure, dessen α-Amino-Derivat α-Methylvalin ist, wurden dagegen als Racemat vorgefunden.

## Herstellung
Der älteste Weg zur Darstellung von α-Methylvalin ist die Strecker-Synthese aus 3-Methylbutanon. Bessere Ausbeute und Reinheit können mit der Methode von Pfister et al. erhalten werden, in der anstelle des α-Aminonitrils das entsprechende Hydantoin-Derivat 5-Methyl-5-isopropylhydantoin gebildet und hydrolysiert wird. Auch eine Darstellung aus 2,3-Dimethylbuttersäure über α-Bromierung und anschließende Substitution mit Ammoniak ist möglich.
Bei allen vorgenannten Syntheserouten entsteht das Racemat. Eine enzymatische Racematspaltung ist mit der Methode von Marshall et al. möglich, indem zunächst das Amid mit Trifluoressigsäureanhydrid gebildet wird. Carboxypeptidase A katalysiert nur die Spaltung der Peptidbindung des (S)-Enantiomers, dessen Konfiguration jener proteinogener Aminosäuren entspricht. Das freigesetzte (S)-Enantiomer und das unverändert N-trifluoracetylierte (R)-Enantiomer können durch Extraktion voneinander getrennt werden. Anschließende Hydrolyse des letzteren mit Natriumhydroxid liefert auch das freie (R)-Enantiomer. Alternativ können mit anderen chiralen Verbindungen diastereomere Derivate gebildet werden, die sich durch Umkristallisation oder Chromatographie trennen lassen.
Außerdem gibt es verschiedene Wege zur selektiven Synthese eines Enantiomers: Seebach et al. entwickelten einen Weg, das Stereozentrum von Aminosäuren zu alkylieren, ohne es dabei zu racemisieren. Auf diese Weise kann auch (S)-α-Methylvalin aus natürlich vorkommendem (S)-Valin erhalten werden. Beide Enantiomere können gezielt durch diastereoselektive Alkylierung chiraler α-Cyanoester dargestellt werden.

## Eigenschaften und Verwendung
Infolge des Nichtvorhandenseins eines α-ständigen Wasserstoffatoms sind die Enantiomere von α-Methyl-α-aminosäuren wie α-Methylvalin stabiler gegenüber Racemisierung als jene von α-H-α-Aminosäuren wie Valin. Unter verschiedenen nichtproteinogenen Aminosäuren erweist sich die optische Aktivität von (S)-α-Methylvalin als besonders resistent gegenüber γ-Strahlung: Obwohl sich bei einer Dosis von 3,2 MGy etwa 30 % radiolytisch zersetzen, bleiben etwa 90 % der optischen Aktivität erhalten.
Die Sekundärstruktur von Peptiden aus achiralem α-Methylalanin kann dadurch beeinflusst werden, welches der Enantiomere als N-Terminus angefügt wird. Mit (R)-α-Methylvalin bilden sich – ebenso wie mit (S)-Valin – überwiegend linkshändige 310-Helices aus, mit (S)-α-Methylvalin dagegen rechtshändige. Ursache hierfür ist, dass die β-Schleife vom Typ II, wie sie im Falle von (S)-Valin begünstigt wird, im Falle von (S)-α-Methylvalin durch die ekliptische Konformation der zusätzlichen Methylgruppe destabilisiert wird, sodass bevorzugt eine β-Schleife vom Typ III entsteht, was zu einer rechtshändigen 310-Helix führt. Das spiegelbildliche (R)-Enantiomer induziert dementsprechend die linkshändige Helix. Das Verhältnis der beiden Konformationen beträgt etwa 3:1.
In der Industrie wird α-Methylvalin zur Herstellung verschiedener Herbizide verwandt, unter anderem von Imazapyr (enthalten in der Pflanzenschutzmittelformulierung Arsenal).